# Kreis Heilsberg
Der Kreis Heilsberg war ein Landkreis in Ostpreußen und bestand als preußisch-deutscher Kreis in der Zeit von 1818 bis 1945. Der Kreis hatte auf Grund der Zugehörigkeit zum Ermland eine mehrheitlich katholische Bevölkerung, die Zentrumspartei gewann bei den Wahlen bis 1933 die absolute Mehrheit der Stimmen. Bereits von 1773 bis 1818 bestand im Ermland ein Kreis Heilsberg, der allerdings ein deutlich größeres Gebiet umfasste.

## Geschichte

Die beiden ermländischen Kreise Braunsberg und Heilsberg von 1773 bis 1818

Das Gebiet des Kreises Heilsberg gehörte historisch zum Fürstbistum Ermland, das 1772 im Rahmen der ersten polnischen Teilung an Preußen fiel. Nach der Einbindung in den preußischen Staat wurden im Ermland 1773 zunächst die beiden landrätlichen Kreise Braunsberg und Heilsberg eingerichtet, die beide der Kriegs- und Domänenkammer Königsberg zugeordnet wurden. Der damalige Kreis Heilsberg hatte eine Fläche von ca. 2500 km² und umfasste die alten ermländischen Ämter Allenstein, Bischofsburg, Bischofstein, Heilsberg, Rößel, Seeburg sowie Wartenburg.
Im Rahmen der preußischen Verwaltungsreformen ergab sich die Notwendigkeit einer umfassenden Kreisreform in ganz Ostpreußen, da die 1752 bzw. 1773 eingerichteten Kreise sich als unzweckmäßig und zu groß erwiesen hatten. Im Ermland wurde aus dem nördlichen Teil des alten Kreises Heilsberg und dem südlichen Teil des alten Kreises Braunsberg mit Wirkung vom 1. Februar 1818 ein neuer Kreis Heilsberg gebildet. Er umfasste zunächst die katholischen Kirchspiele Arnsdorf, Benern, Elditten, Glottau, Guttstadt, Heiligenthal, Heilsberg, Kalckstein, Kiwitten, Krekollen, Peterswalde bei Guttstadt, Queetz, Reichenberg, Reimerswalde, Roggenhausen, Schlit, Siegfriedswalde, Stolzhagen, Wernegitten, Wolfsdorf, Wormditt und Wuslack.
Sitz des Landratsamts war die Stadt Heilsberg. Am 1. April 1819 wurden die Kreisgrenzen noch einmal verändert. Das Kirchspiel Frauendorf aus dem Kreis Braunsberg kam zum Kreis Heilsberg und das Kirchspiel Wormditt wechselte aus dem Kreis Heilsberg in den Kreis Braunsberg.
Der Kreis Heilsberg wurde dem Regierungsbezirk Königsberg zugeordnet, der 1808 aus der alten Kriegs- und Domänenkammer Königsberg hervorgegangen war.

Der Kreis Heilsberg von 1818 bis 1945

1829 gehörte der Kreis – nach dem Zusammenschluss der bisherigen Provinzen Preußen und Westpreußen – zur neuen Provinz Preußen mit dem Sitz in Königsberg i. Pr. Nach der Teilung der Provinz Preußen in die neuen Provinzen Ostpreußen und Westpreußen wurde der Kreis Heilsberg am 1. April 1878 Bestandteil Ostpreußens. Das Landratsamt, das sich einige Zeit in Guttstadt befunden hatte, wurde am 1. Oktober 1896 wieder nach Heilsberg verlegt.
Zum 30. September 1928 fand im Kreis Heilsberg entsprechend der Entwicklung im übrigen Preußen eine Gebietsreform statt, bei der nahezu alle Gutsbezirke aufgelöst und benachbarten Landgemeinden zugeteilt wurden.
Von Januar bis März 1945 eroberte die Rote Armee das Kreisgebiet. Im Mai 1945 unterstellte sie es der Verwaltung der Volksrepublik Polen. In der Folgezeit wurde die eingesessene deutsche Bevölkerung des Kreisgebiets aus dem Kreisgebiet vertrieben und ab 1946 an ihrer Stelle systematisch Polen angesiedelt, die ihrerseits zu 43,7 Prozent Vertriebene aus Ostpolen waren.
1999 wurde der heutige Powiat Lidzbarski (Heilsberger Kreis) mit veränderten Grenzen eingerichtet.

## Einwohnerentwicklung
| Jahr | Einwohner | Quelle |
| ---- | --------- | ------ |
| 1800 | 64.416    | [ 8 ]  |
| 1818 | 26.966    | [ 9 ]  |
| 1846 | 43.611    | [ 10 ] |
| 1871 | 45.699    | [ 11 ] |
| 1890 | 53.537    | [ 12 ] |
| 1900 | 51.629    | [ 12 ] |
| 1910 | 51.912    | [ 12 ] |
| 1925 | 52.757    | [ 12 ] |
| 1933 | 53.672    | [ 12 ] |
| 1939 | 55.057    | [ 12 ] |

## Politik

### Landräte
- 1773–180400Wilhelm Boguslaw von Gottberg[13]
- 1804–000000Ludwig Constantin Sylvester von Creytz (mind. bis 1810)[13]
- 1817–183600von Conradi
- 1836–183900N.N.
- 1839–186400von Buddenbrock
- 1864–189400Theodor von Saß (1833–1894)
- 1894–191000Ernst von Schröter
- 1910–191500Otto von Schlieben (1875–1932) (Deutschkonservative Partei)
- 1914–191600von Seydlitz und Ludwigsdorf (vertretungsweise)
- 1916–191800Herbert Rohde (1885–1975) (kommissarisch)
- 1918–192300Karl Klamroth (1878–1976)
- 1923–192700Friedrich Büttner (1886–1942)
- 1927–192800Ernst Fischer (1896–1965) (kommissarisch)
- 1928–193700Franz Hüppi (* 1888)
- 1937–194300Paul Hundrieser (1881–1972)
- 1943–194500N.N.

### Wahlen
Im Deutschen Kaiserreich bildete der Kreis Heilsberg zusammen mit dem Kreis Braunsberg den Reichstagswahlkreis Königsberg 6. Dieser stark katholisch geprägte Wahlkreis wurde bei allen Reichstagswahlen zwischen 1871 und 1912 von Kandidaten der Deutschen Zentrumspartei bzw. katholisch-klerikalen Kandidaten gewonnen.

## Kommunalverfassung
Der Kreis Heilsberg gliederte sich Städte, Landgemeinden und – bis zu deren nahezu vollständigem Wegfall – Gutsbezirke. Mit Einführung des preußischen Gemeindeverfassungsgesetzes vom 15. Dezember 1933 gab es ab dem 1. Januar 1934 eine einheitliche Kommunalverfassung für alle Gemeinden. Mit Einführung der Deutschen Gemeindeordnung vom 30. Januar 1935 trat zum 1. April 1935 die im Deutschen Reich gültige Kommunalverfassung in Kraft, wonach die bisherigen Landgemeinden nun als Gemeinden bezeichnet wurden. Diese waren in Amtsbezirken zusammengefasst. Eine neue Kreisverfassung wurde nicht mehr geschaffen; es galt weiterhin die Kreisordnung für die Provinzen Ost- und Westpreußen, Brandenburg, Pommern, Schlesien und Sachsen
vom 19. März 1881.

## Gemeinden
Zum Ende seines Bestehens im Jahr 1945 umfasste der Kreis Heilsberg zwei Städte und 104 Landgemeinden:
| - Albrechtsdorf - Alt Garschen - Althof - Altkirch - Ankendorf - Arnsdorf - Battatron - Beiswalde - Benern - Bewernick - Blankenberg - Blankensee - Bleichenbarth - Blumenau - Bogen - Drewenz - Elditten - Eschenau - Frauendorf - Freimarkt - Friedrichsheide - Glottau | - Gronau - Groß Klaussitten - Großendorf - Guttstadt, Stadt - Heiligenfelde - Heiligenthal - Heilsberg, Stadt - Hohenfeld - Jegothen - Kalkstein - Katzen - Kerschdorf - Kerschen - Kerwienen - Kiwitten - Kleiditten - Kleinenfeld - Klingerswalde - Klotainen - Knipstein - Knopen - Kobeln | - Konitten - Konnegen - Krekollen - Langwiese - Launau - Lauterhagen - Lauterwalde - Lawden - Liewenberg - Lingenau - Markeim - Mawern - Medien - Münsterberg - Napratten - Neu Garschen - Neuendorf b. Guttstadt - Neuendorf b. Heilsberg - Noßberg - Ober Kapkeim - Petersdorf - Peterswalde | - Polpen - Pomehren - Queetz - Raunau - Regerteln - Rehagen - Reichenberg - Reimerswalde - Retsch - Roggenhausen - Rosenbeck - Rosengarth - Schlitt - Schmolainen - Schönwalde - Schulen - Schwenkitten - Schwuben - Settau - Siegfriedswalde - Sommerfeld | - Soritten - Springborn - Stabunken - Sternberg - Stolzhagen - Süssenberg - Thegsten - Tollnigk - Trautenau - Unter Kapkeim - Voigtsdorf - Waltersmühl - Warlack - Wernegitten - Wolfsdorf - Workeim - Wosseden - Wuslack |

Daneben bestand noch der unbewohnte Forstgutsbezirk Wichertshof.
Vor 1945 aufgelöste Gemeinden
- Deppen, am 1. April 1939 zu Heiligenthal
- Hausberg, am 27. Februar 1928 zu Guttstadt
- Kleitz, am 22. März 1928 zu Kerwienen
- Kolm, am 1. April 1939 zu Reichenberg
- Neuhof, am 30. September 1928 zu Heilsberg
- Reichsen, am 22. März 1928 zu Krekollen
- Widdrichs, 1. April 1938 zu Retsch
- Wienken, am 22. März 1928 zu Schulen
- Wölken, am 22. März 1928 zu Glottau

## Ortsnamen
Nach dem Ersten Weltkrieg entfiel bei den drei Gemeinden Königlich Albrechtsdorf, Königlich Queetz und Königlich Schwenkitten der Zusatz Königlich.

## Persönlichkeiten
- Dietrich Borm (* 13. Oktober 1928 in Elditten; † 9. März 2018 in Hildesheim), Chirurg in Kiel und Hildesheim
- Bernhard Buchholz (* 19. August 1870 in Knopen; † 20. Juni 1954 in Amberg), Politiker (Zentrum)
- Adolf Poschmann (* 2. Januar 1885 in Neuendorf; † 24. Dezember 1977 in Münster), Pädagoge, Heimatforscher und Sachbuchautor
- Georg Sterzinsky (* 9. Februar 1936 in Warlack; † 30. Juni 2011 in Berlin), Erzbischof von Berlin